# Водяна (притока В'язівок)
Водяна (рос. Б. Водяна) — балка (річка) в Україні у Павлоградському районі Дніпропетровської області. Ліва притока В'язівок (басейн Дніпра).

## Опис
Довжина балки приблизно 6,36 км, найкоротша відстань між витоком і гирлом — 5,98 км, коефіцієнт звивистості річки — 1,06. Формується декількома безіменними балками та загатами. На деяких ділянках балка пересихає.

## Розташування
Бере початок у північно-східній частині села Водяне. Тече переважно на південний захід селом і на північно-західній околиці села Зарічне впадає у річку В'язівок, праву притоку Самари.

## Цікаві факти
- У XIX столітті понад балкою існувало багато вітряних млинів[1].